# Avenida 27 de Febrero (Santo Domingo)
La Avenida 27 de Febrero es una de las vías principales de la ciudad de Santo Domingo en República Dominicana y la arteria vial más importante del Distrito Nacional, el cual cruza de este a oeste en su parte central. Su nombre conmemora la fecha de la independencia dominicana.

## Recorrido Vial

### Viaducto 27 de Febrero

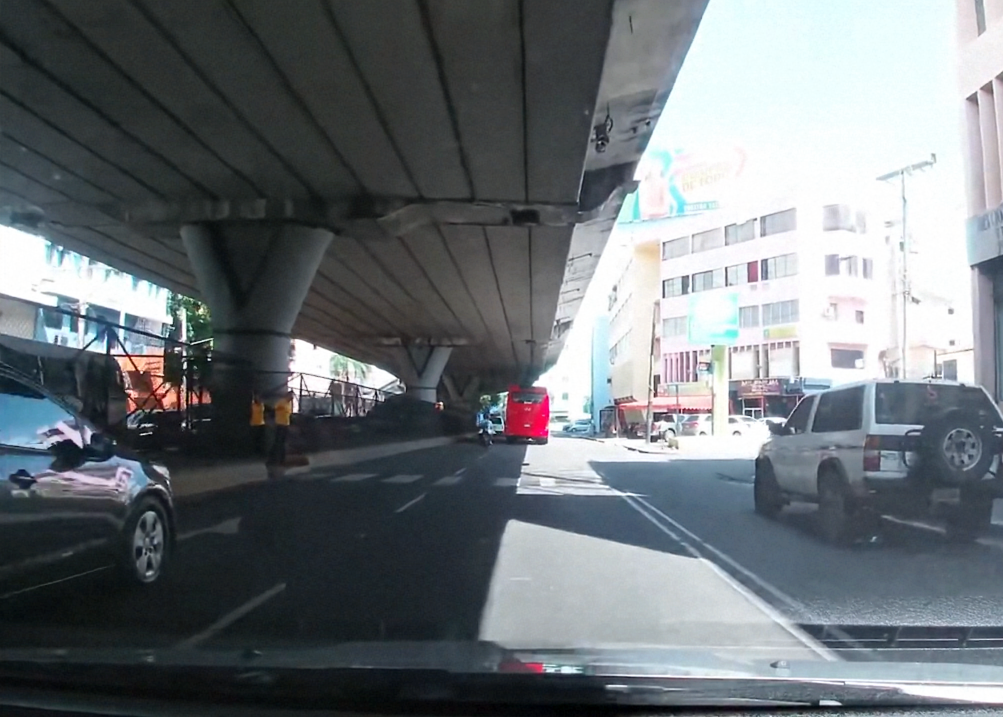
Elevado 27 de Febrero desde abajo

Es un viaducto continuo de 2,77 kilómetros, de 4 carriles, dos por sentido, que se dividen en dos viaductos frente de la Cámara de Cuentas, en la Avenida 27 de Febrero (al norte) y la Calle París (al sur). Es parte del Expreso 27 de Febrero.
| Orientación | Cartel | Destino general                                   |
| ----------- | ------ | ------------------------------------------------- |
| Oeste-este  |        | Hacia Avenida Duarte                              |
| Este-oeste  |        | Hacia Avenida San Martín                          |
| Este-oeste  |        | Hacia Avenida Dr. Delgado                         |
| Este-oeste  |        | Hacia Expreso Quinto Centenario (por calle local) |

La avenida comienza en el Puente Juan Bosch y atraviesa la ciudad hasta llegar a la rotonda de la Plaza de la Bandera, en la intersección con la Avenida Gregorio Luperón, desde donde parte su prolongación hasta el municipio de Santo Domingo Oeste y termina en el kilómetro 13 de la Autopista Duarte.

## Características
La vía está compuesta de diez carriles en total, cinco en cada sentido, separados por un muro tipo New Jersey. Los cuatro carriles centrales son destinados a tránsito expreso y recorren una red de viaductos, rampas, túneles y pasos a desnivel. El carril derecho de cada sentido está reservado para autobuses y transporte público. Sin embargo, la prolongación oeste conserva la configuración original de seis carriles regulares con isleta central. En el tramo este, a partir del barrio de Villa Francisca hasta el Puente Duarte, los sentidos se bifurcan en dos vías separadas, cada una con cinco carriles (dos de ellos elevados).
La avenida fue integrada al Proyecto Corredor Duarte para la agilización del tránsito en Santo Domingo, en 2012

## Historia

### Antecedentes

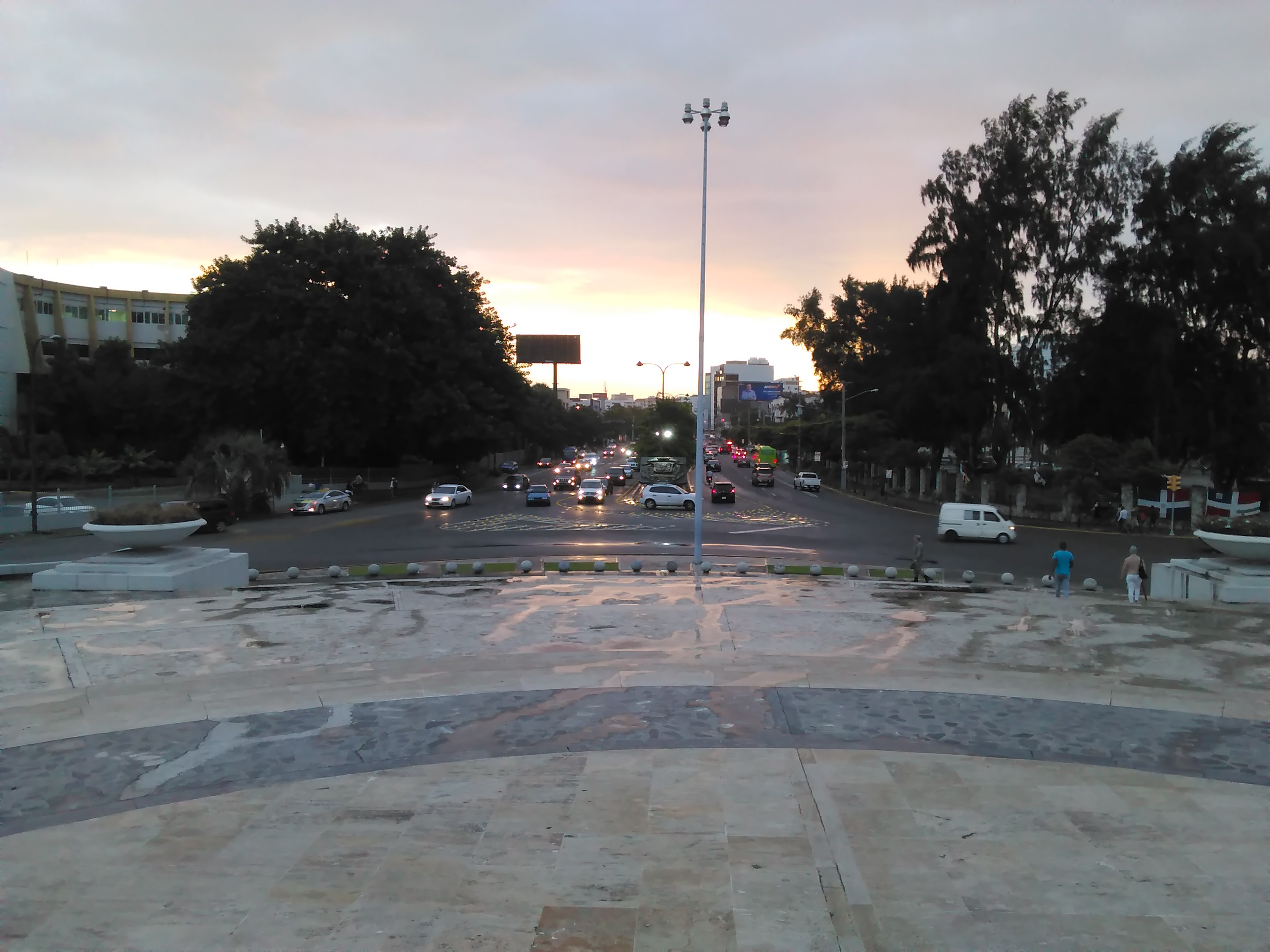
Avenida 27 de febrero, desde la Plaza de La Bandera

Desde la década de 1920 se registra la existencia de la Avenida Galindo o Avenida Primera, un camino en dirección noreste-oeste que recorría el límite norte de la ciudad de Santo Domingo. Esta vía se llamaba así porque cruzaba los terrenos del Ensanche Galindo, un sector periférico que a su vez tomó su nombre de la Hacienda que se hallaba allí a principios del siglo XX. Esa zona en la actualidad forma parte del Barrio Mejoramiento Social.
En 1930, la antigua Avenida Galindo fue delimitada, asfaltada y re-inaugurada por la dictadura de Trujillo, recibiendo el nombre de Avenida Braulio Álvarez en honor a un destacado militar de la Guerra de la Restauración. Su recorrido era el mismo, desde las proximidades del río Ozama hasta la entonces Carretera Duarte (hoy Avenida San Martín). Sin embargo, fue desde mediados de la década de 1950 que esta arteria ganó tránsito e importancia comercial, con la construcción del Puente Rhadamés (hoy Duarte).
Tras la caída del régimen trujillista, la vía fue renombrada a Avenida Teniente Amado García Guerrero, en honor a uno de los participantes en el ajusticiamiento del tirano. Desde 1976 la mayoría de esta calle fue convertida en parte de la avenida 27 de Febrero, y hasta la actualidad solo conserva su anterior nombre en un par de tramos que no fueron intervenidos.

### Tramo original
La idea de lo que sería la Avenida 27 de Febrero data de la era de Trujillo, cuando fue planeada como una prolongación de la calle Héctor Bienvenido Trujillo (antigua Braulio Álvarez) hacia el oeste. Tal proyecto no se materializó hasta después de la caída de la tiranía y la llegada a la presidencia del Dr. Joaquín Balaguer. La avenida empezó a ser construida el 11 de noviembre de 1969, durante el primer período de "Los 12 Años" de Balaguer, y finalmente fue inaugurada en su etapa inicial el 16 de agosto de 1971, aunque la vía ya se encontraba en uso desde 1968. Su recorrido original abarcaba desde la Av. Leopoldo Navarro hasta la Av. Abraham Lincoln. Constaba de seis carriles, tres en cada sentido, separados por un paseo o isleta central arbolada. Para un tramo de su construcción (entre la calle César Dargam y la Av. Tiradentes) se aprovechó parte de la abandonada pista de aterrizaje sur del antiguo Aeropuerto General Andrews, que había sido cerrado a finales de los años 50. Además se usó como referencia la adyacente pista de carreteo para delinear la calle Frank Félix Miranda, en el sector de Naco.
La avenida 27 de Febrero fue construida en medio de protestas de diversos grupos sociales y partidos políticos de oposición, bajo el alegato de que se trataba de una obra de "relumbrón", no prioritaria y sin aparente utilidad inmediata. También desde los sectores izquierdistas se lanzó la teoría de que la obra era parte de un plan de las autoridades para dificultar la acción de las guerrillas urbanas después de la experiencia de la Guerra de abril de 1965, ya que el trazado de la nueva avenida unía puntos claves como el ministerio de las Fuerzas Armadas, el Palacio Nacional y el palacio de la Policía Nacional, con una amplitud que facilitaba el control del tránsito civil y minimizaba el factor sorpresa en un conflicto armado, al contrario que las calles estrechas de los barrios.

### Prolongación
En 1973, el gobierno de Balaguer prolongó la Avenida 27 de Febrero hacia el oeste. Para ello fue integrada la vía que antes era conocida como "Avenida Mirador del Norte", la cual iniciaba en la Av. Abraham Lincoln, y fue extendida hasta la calle Isabel Aguiar. Luego la prolongación oeste fue alargada hasta el kilómetro 13 de la Autopista Duarte, y se integraron en el proyecto las obras de la Plaza de la Independencia.

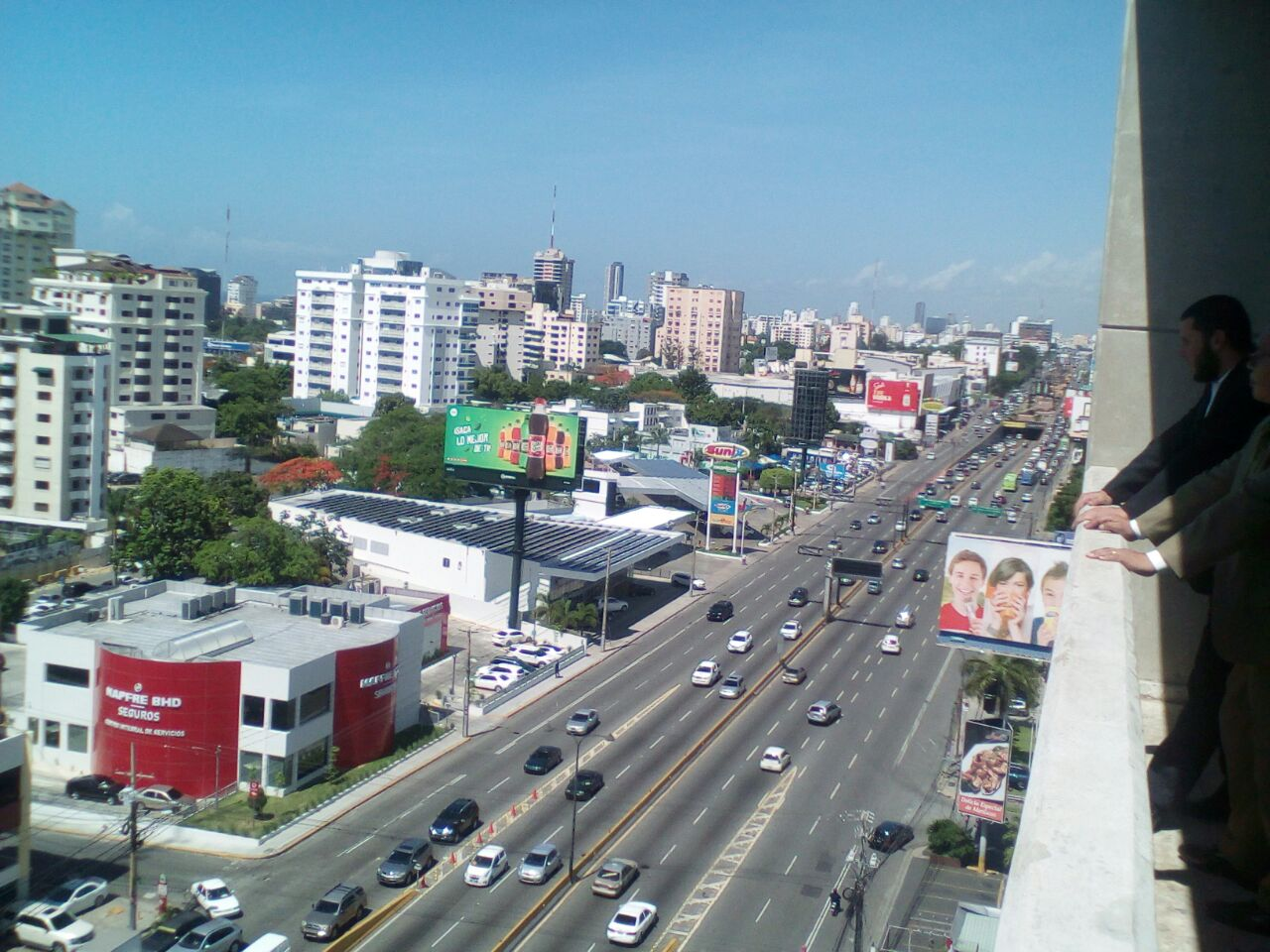
Avenida 27 de febrero entre Avenida Tiradentes y Abraham Lincoln.

Entre 1975 y 1977, durante el cuatrienio final de los "12 Años", la avenida fue extendida hacia el este desde la Leopoldo Navarro hasta la Plazoleta La Trinitaria, en la cabecera del Puente Duarte. Con este fin fueron intervenidos los sectores de San Juan Bosco, Villa Consuelo, San Carlos y Villa Francisca. Al entrar en este último sector, los sentidos de la avenida se bifurcan. Para alojar el sentido este-oeste, se tomó la mayoría del tramo de la Av. Teniente Amado García Guerrero desde la calle Josefa Brea hasta la Av. San Martín, construyéndose además un paso a desnivel o "puente seco" en la intersección con la Av. Duarte. Para acomodar el sentido oeste-este se utilizó la calle París, la cual sin embargo conservó su nombre a pesar de constituir parte de la 27 de Febrero. Por esta razón el sentido oeste-este de la Av. 27 de Febrero finaliza en la calle Abreu en el sector de San Carlos, y a partir de ahí se denomina calle París.
En las zonas de la prolongación este fueron construidos edificios de apartamentos multifamiliares a lo largo de la vía, principalmente el tramo de la calle París y en el sector de San Carlos.

### Ampliación y construcción del expreso
Durante el primer gobierno del Dr. Leonel Fernández (1996-2000) se efectuó la ampliación de la avenida a 10 carriles, así como la construcción de túneles, pasos a desnivel y elevados con el fin de convertirla en una vía expresa. Al igual que con su construcción original, el proyecto de ampliación generó fuertes protestas, pero esta vez basadas en el entorpecimiento del tránsito durante las obras.
La primera etapa de ampliación abarcó desde la Av. Leopoldo Navarro hasta la Plaza de la Bandera, lo que implicó la reducción o eliminación de la isleta central y el corte de sus árboles. El proyecto del "Expreso 27 de Febrero" contempló la conversión de los cuatro carriles centrales en expresos, para lo cual se construyó un túnel entre las avenidas Abraham Lincoln y Winston Churchill, y pasos a desnivel en las intersecciones con la Máximo Gómez y la Tiradentes. Estos trabajos conllevaron la eliminación de las rotondas de la Máximo Gómez y Winston Churchill.
La segunda etapa del expreso, hacia el este, fue levantada como un elevado o viaducto de 4 carriles sostenido por columnas en el centro de la vía, con varias rampas de entrada y salida en puntos clave del recorrido, ya que en forma de túnel era inviable en esta zona por razones de espacio y costo. Dicho elevado inicia en la intersección de la Leopoldo Navarro y se bifurca (al igual que la avenida) al llegar a la división de sentidos en la calle París frente al edificio de la Cámara de Cuentas de la República, finalizando ambos ramales en el área de la Plazoleta La Trinitaria. Para la construcción del sentido este-oeste (antigua avenida Tte. Amado García Guerrero), fue necesario eliminar el "puente seco" de la intersección con la Av. Duarte, siendo rellenado el paso a desnivel y sustituido por la vía elevada. Para el sentido oeste-este (calle París) se aprovecharon los trabajos inconclusos de un elevado que había sido iniciado por el Ayuntamiento del Distrito Nacional, y que no obstante tuvo que ser ampliado hasta una anchura suficiente para dos carriles. Debido a que no formaba parte de la planificación original, este tramo iniciado por el Ayuntamiento corre a lo largo del lado izquierdo de la vía, lo que cerró un importante giro en la Plazoleta La Trinitaria y ha propiciado algunos problemas de congestionamiento en dicha área; así como la invasión de su parte inferior por el comercio informal, debido a que no está separado de la acera e incluso toca algunas edificaciones de la acera norte.
En el segundo mandato de Leonel Fernández (2004-2012) fueron construidos distribuidores de tráfico, pasos a desnivel y túneles al aire libre en las intersecciones de las calles Dr. Defilló y Carmen de Mendoza y las avenidas Núñez de Cáceres y Ortega y Gasset, como parte de los trabajos del Corredor Duarte, convirtiendo finalmente los carriles centrales en un verdadero expreso libre de semáforos.

## Bulevar
El Bulevar de la 27 de Febrero, comúnmente llamado Bulevar de la 27 fue inaugurado el 29 de marzo de 1999 y tuvo un costo aproximado de $68 millones de pesos dominicanos. Este paseo peatonal ocupa casi un kilómetro de largo pasando por encima del túnel ubicado entre las avenidas Abraham Lincoln y Winston Churchill. La inauguración de dicha obra contó con la presencia del entonces Presidente Leonel Fernández Reyna, el Alcalde Juan de Dios (Johnny) Ventura Soriano de Santo Domingo y el ministro de Obras Públicas Ing. Diandino Peña. Su construcción se basó en la idea de un museo al aire libre para exhibir las obras de artistas dominicanos. Contaba además con estafetas comerciales.
Fueron contratados varios de los escultores principales del país, como Joaquín Ciprian, Soucy de Pellerano, Said Musa, Bismarck Victoria, Jonnny Bonnelly, Luichy Martínez Richiez y José Ramón Rotellini, para crear las obras de arte originales que son parte del bulevar.
En dicha obra se destaca un reloj construido en los talleres de José Ignacio Morales ("El Artístico"). También incluye murales diseñados en cerámica y esculturas, de las cuales la más destacada es "De la Ciguapa al Centauro" por Said Musa.
Desde mediados de la década del 2000 se produjo un deterioro progresivo de dicha obra, y todos los negocios que estaban establecidos ahí han cerrado sus puertas.

## Instituciones, empresas y puntos comerciales importantes
- Cámara de Cuentas de la República
- Centro de Otorrinolaringología y Especialidades
- Caribe Tours
- Asociación Popular de Ahorros y Préstamos
- Telesistema / Teleantillas
- ARS Palic
- Palacio de los Deportes Virgilio Travieso Soto
- Ministerio de Deportes y Recreación
- Plaza Galerías Comerciales
- Asociación La Nacional de Ahorros y Préstamos
- Plaza Merengue
- Seguros Pepín
- Centro Comercial Nacional / Casa Cuesta
- Unicentro Plaza
- Plaza Central
- Scotiabank
- Banco BHD
- Plaza Lama
- Plaza Quisqueya
- Torre Empresarial Forum
- Universidad APEC (Campus 2)
- Ministerio de Defensa